# Jean-Henri Dunant

A Vöröskereszt jelképe

Jean-Henri Dunant, Henry Dunant (Genf, 1828. május 8. – Heiden, Appenzell Ausserrhoden kanton, 1910. október 30.) Nobel-békedíjas svájci közéleti személyiség, üzletember, a Nemzetközi Vöröskereszt alapítója.

## Élete
Dunant 1828. május 8-án született Genfben. Hithű kálvinista családból származott, ahol az emberek iránti szeretet gyakorlattá vált. Nem teljesen befejezett középiskolai tanulmányai után felvették gyakornoknak egy genfi bankba. 1853-ban Algériába utazott, hogy a sétifi svájci koncessziós terület ügyeit irányítsa. Belekezdett egy malom építésébe, de nem tudta beszerezni a föld koncessziót, amely a malom működéséhez elengedhetetlen lett volna. 
Előbb Tunéziába utazott, majd visszatért Genfbe, ahol elhatározta, hogy III. Napóleontól kéri a szükséges üzleti okmányok kiadását. Ebben az időben Napóleon a francia-szardíniai seregeket vezette az osztrákok ellen Olaszország északi részén. Itt próbálta őt felkeresni Henry Dunant, és ekkor látta a Lombardiában zajló solferinói csatát. Látta, ahogyan a csata végén, napnyugta után a vörös keresztet viselő kamilliánus szerzetesek ellátják a sebesülteket, és eltemetik az elhunytakat.
A csatában a fekete ruhájukon vörös keresztet viselő kamilliánus szerzetesek (Szent Kamill a szerzetesrend alapítója egy vörös színű keresztet tett a betegeket szolgáló rend tagjainak ruhájára, hogy fel lehessen ismerni őket a különböző harctereken) mindkét tábor sebesültjeit egyaránt ápolták, mivel szerzetesi fogadalmuk szerint életük kockáztatásával is szolgálniuk kellett minden irgalmasságra szoruló beteget. A vörös színű kereszt a különböző csatatereken már 1595-ben megjelent a szerzetes betegápolók jelvényeként, a törökök elleni hadjáratok alkalmával.
A svájci kereskedőt ez az élmény inspirálta a Nemzetközi Vöröskereszt létrehozására, Henri Dunant ezért a kamilliánus szerzetesek vörös színű kereszt jelképét vette át, és nevezte el intézményét Vöröskeresztnek, bár a jelkép választásánál szerepet játszhatott nemzetisége is, a svájci zászlón szereplő kereszt is.

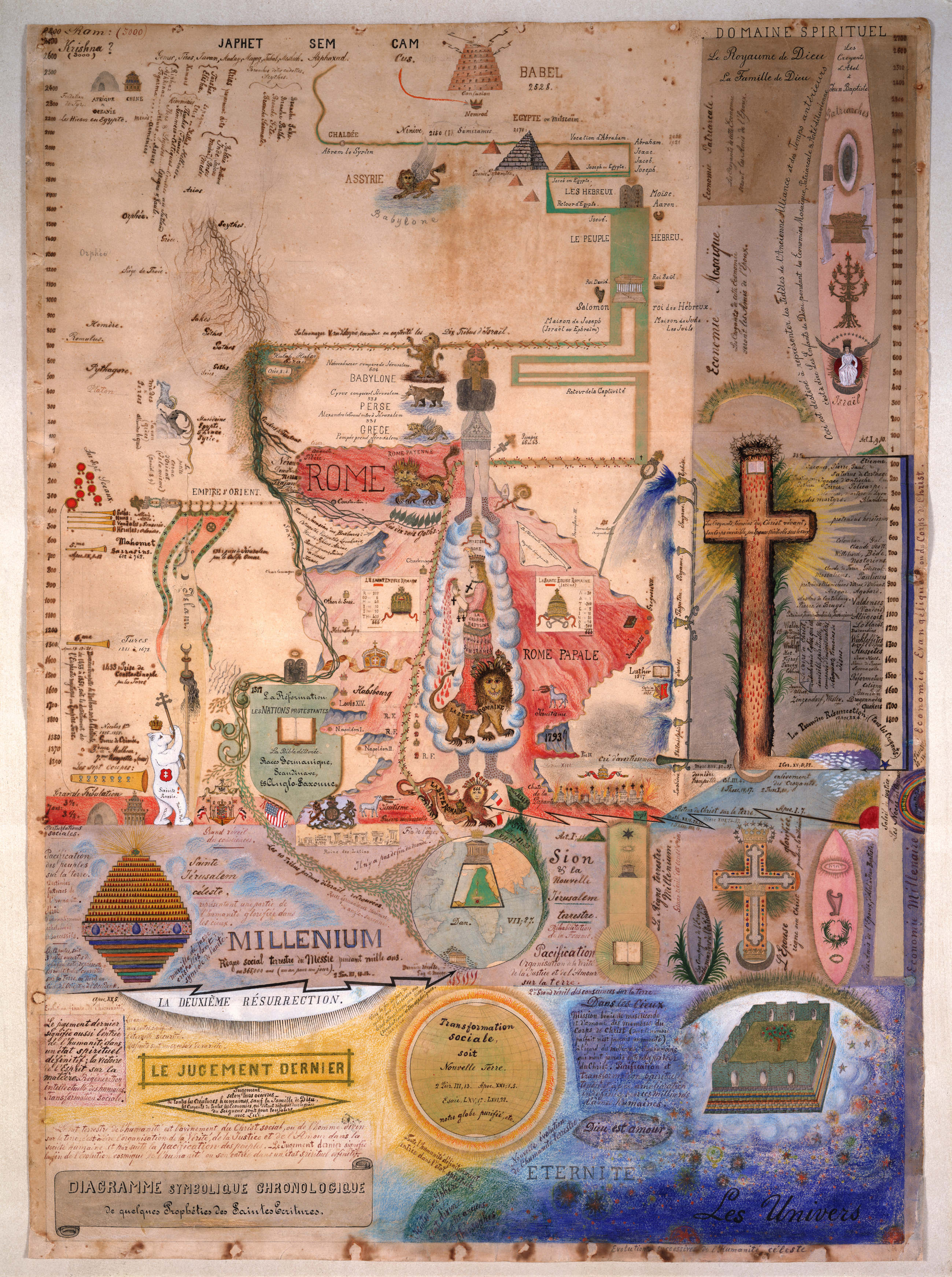
Svájcban történt letelepedése után Dunant meg volt győződve arról, hogy a militarizmus miatt az apokalipszis küszöbön áll. Dunant víziója az apokalipszisről Dániel könyve alapján (1890)

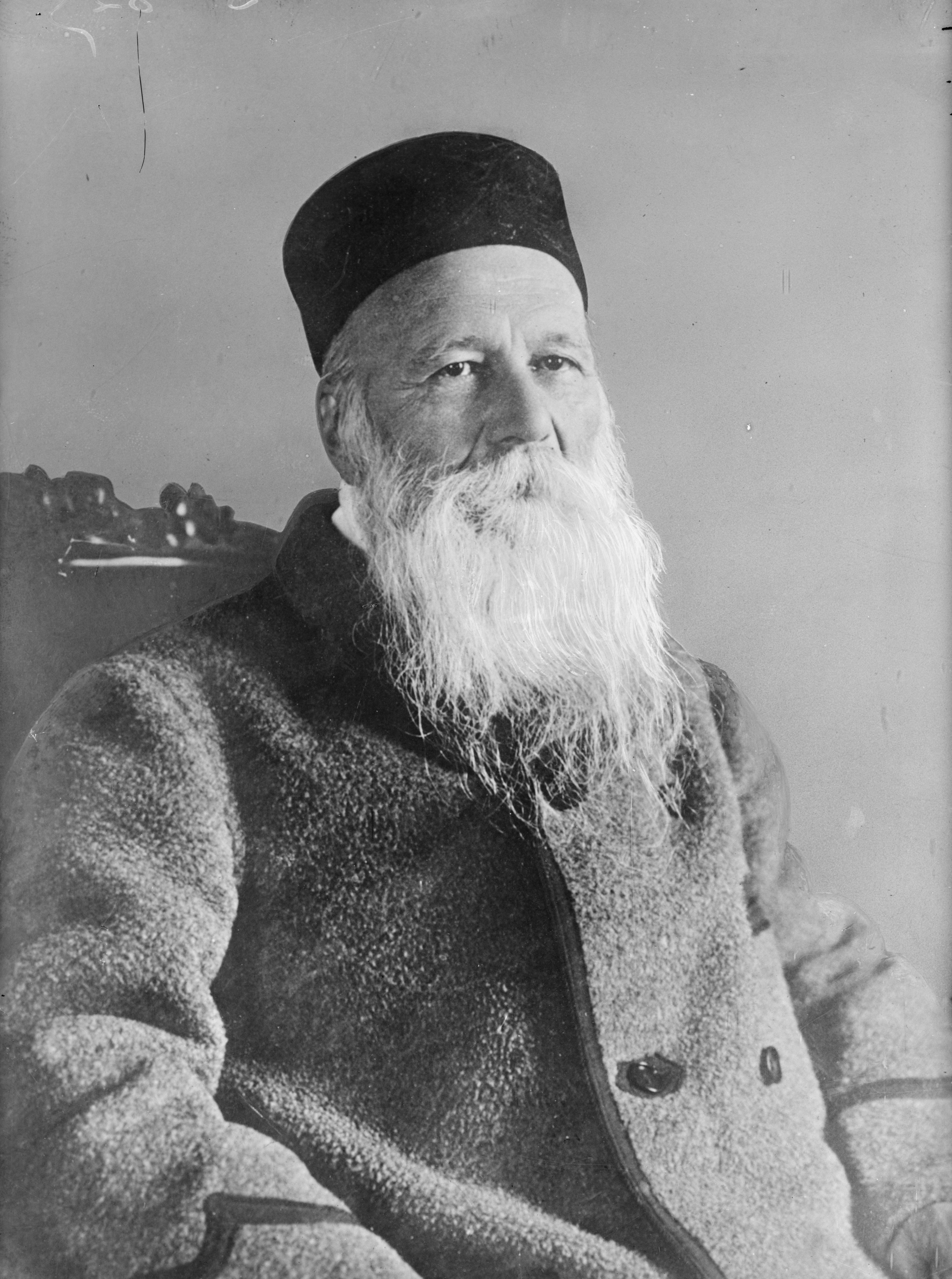
Henri Dunant idős korában (1901)

A csatatéren tapasztaltak alapján Genfbe visszatérve megírta a Solferinói emlék (Un Souvenir de Solferino) című könyvet.
Az egész város egyetlen kórház volt, franciák és osztrákok számára. Már pénteken itt rendezték be a nagy főhadiszállás kötözőhelyét, kicsomagolták a ládákból a tépéseket, az orvosi felszerelést és a gyógyszereket. A lakosság odahordta minden nélkülözhető takaróját, ágyneműjét, szalmazsákját és matracát. A castiglionei kórház, a templom, a kolostor és a San Luigi kaszárnya, a Kapucinusok temploma, a csendőr kaszárnya, a Maggiore, San Giuseppe és Santa Rosalia templomok mind megteltek sebesültekkel. Szorosan összezsúfolva feküdtek a szalmán, de szalmával borították az ottlakók az utcákat, udvarokat, tereket is, hogy elhelyezhessék a mindenfelől özönlő sebesülteket. Deszkából, vászonból hevenyészett tetőkkel védték őket a naptól.
A háború borzalmain elszörnyedt,és a sebesült katonák megsegítésére hozta létre a Vöröskereszt elődjét, mely bizottságként működött, és ő a titkárjaként tevékenykedett. 1864. augusztus 22-én létrejött a genfi megállapodás „a hadban álló seregek sebesültjei sorsának javítására”. Tizenhat állam írta alá az egyezményt és utólag még tizenkettő csatlakozott hozzá. Nem volt szerencsés az üzleti életben, mert 1867-ben csődöt jelentett, tönkrement és teljesen eladósodott. Dunant emiatt lemondott (nem volt már üzletember) és a bizottság 1867. szeptember 8-án elfogadta lemondását. Ezután Párizsba indult ahol nyomorban élt, és eleinte padokon aludt. Itt Eugénia császárné karolta fel, és hívatta őt azért, hogy konzultáljon a genfi egyezmények hatálya alá eső tengeri csaták ügyében.
1870-ben a porosz–francia háború során látogatta és segítette a Párizsba szállított sebesülteket. Bevezette az azonosító jelvényeket, amivel azonosítani tudták az elesetteket. Utána Londonba utazott és konferenciát szervezett a hadifoglyok problémáiról. 1875. február 1-én Dunant kezdeményezésére kongresszus kezdődött a négerekkel és a rabszolgákkal való kereskedelem megszüntetésére. Németországban és Olaszországban is lakott egy ideig, de idősebb korára is szegény maradt, és adományokból tartotta fenn magát.
1887-ben egy Heiden nevű svájci faluba költözött. Megbetegedett, és a faluban talált rá egy újságíró 1895-ben. Készített egy cikket róla, mely pár nap alatt bejárta egész Európát. Dunant munkásságát ekkortól ismerték el igazán, és egyre nagyobb köztiszteletnek örvendett. 1901-ben megkapta a Nobel-békedíjat. 1910. október 30-án hunyt el Heidenben.